# Soft Rug
Soft Rug源自於加密貨幣常用語，泛指NFT項目方或是加密貨幣開發人員放棄項目，通常伴隨著 投資者 的NFT、代幣和資金消失的騙局。
在這種新的騙局中，項目的創始人只是放棄他們的項目並漸漸地不再經營，最後退出項目，而不是直接跑路

## 社群的用法
在2020年左右，加密貨幣社群上也出現了很多「跑路」的用法，由於是在加密貨幣社群慢慢流行的詞，故全球加密貨幣社群都有在使用相關一詞。

## 相關文章
1. ↑  .   [2022-09-28]. （原始内容存档于2022-09-29）.
2. ↑  .   [2022-09-28]. （原始内容存档于2022-11-29）.
3. ↑  .   [2022-09-28]. （原始内容存档于2022-12-08）.